# توماس دانق
توماس دانق هو سياسي كندي، ولد في 7 أبريل 1995 بإدمونتون في كندا. حزبياً، نشط في Alberta New Democratic Party ‏. وقد انتخب عضو الجمعية التشريعية ألبرتا عن دائرة Edmonton-South West ‏ خلال فترته النيابية ‏.